# Emigsville
Emigsville és una concentració de població designada pel cens dels Estats Units a l'estat de Pennsilvània. Segons el cens del 2000 tenia 2.467 habitants.

## Demografia
Segons el cens del 2000, Emigsville tenia 2.467 habitants, 1.045 habitatges, i 731 famílies. La densitat de població era de 800,4 habitants per quilòmetre quadrat.
Dels 1.045 habitatges en un 27,4% hi vivien nens de menys de 18 anys, en un 58,5% hi vivien parelles casades, en un 7,8% dones solteres, i en un 30% no eren unitats familiars. En el 23,5% dels habitatges hi vivien persones soles el 10% de les quals corresponia a persones de 65 anys o més que vivien soles. El nombre mitjà de persones vivint en cada habitatge era de 2,36 i el nombre mitjà de persones que vivien en cada família era de 2,77.
Per edats la població es repartia de la següent manera: un 21% tenia menys de 18 anys, un 6,8% entre 18 i 24, un 29,6% entre 25 i 44, un 22,5% de 45 a 60 i un 20,1% 65 anys o més.
L'edat mediana era de 40 anys. Per cada 100 dones de 18 o més anys hi havia 88,9 homes.
La renda mediana per habitatge era de 44.116 $ i la renda mediana per família de 47.420 $. Els homes tenien una renda mediana de 37.370 $ mentre que les dones 24.375 $. La renda per capita de la població era de 19.740 $. Entorn del 2% de les famílies i el 3,1% de la població estaven per davall del llindar de pobresa.

## Poblacions més properes
El següent diagrama mostra les poblacions més properes.